# متصرفية

متصرفية جبل لبنان

المتصرفية هو تقسيم إداري عثماني من المستوى الثاني، فكل ولاية عثمانية تنقسم إلى عدد من المتصرفيات، ويطلق على المتصرفية أيضا اسم سنجق أو لواء ، ويترأس المتصرفية موظف إداري يسمى المتصرف يعين بأمر من السلطان ، المتصرفية بدورها تنقسم إلى عدد من الأقضية (تقسيم من المستوى الثالث) وتنقسم الأقضية إلى نواحي، وتكون المتصرفيات تابعة للولاية، وفي بعض الحالات تكون مستقلة ومن الأمثلة المتصرفيات المستقلة متصرفية القدس الشريف ومتصرفية جبل لبنان.

## الهامش
1. 1 2 3  محمد القريني ، ص86 وما بعدها

## اقرأ أيضًا
- سنجق

## روابط خارجية
- المتصرفية، معجم المعاني